# Гумоен
Гумоен (фр. Goumoëns) — громада  в Швейцарії в кантоні Во, округ Гро-де-Во.

## Географія
Громада розташована на відстані близько 75 км на південний захід від Берна, 14 км на північ від Лозанни.
Гумоен має площу 10,7 км², з яких на 7,1% дозволяється будівництво (житлове та будівництво доріг), 72,2% використовуються в сільськогосподарських цілях, 20,3% зайнято лісами, 0,4% не є продуктивними (річки, льодовики або гори).

## Демографія
2019 року в громаді мешкало 1140 осіб (+34,3% порівняно з 2010 роком), іноземців було 11,1%. Густота населення становила 107 осіб/км².
За віковим діапазоном населення розподілялося таким чином: 28,1% — особи молодші 20 років, 55,9% — особи у віці 20—64 років, 16,1% — особи у віці 65 років та старші. Було 413 помешкань (у середньому 2,6 особи в помешканні).
Із загальної кількості 292 працюючих 50 було зайнятих в первинному секторі, 56 — в обробній промисловості, 186 — в галузі послуг.